# Decarboxylering
Een decarboxylering is een meestal organische ontledingsreactie waarbij een molecule koolstofdioxide (CO2) door een verbinding wordt afgesplitst. De term duidt hoofdzakelijk op een carbonzuur dat koolstofdioxide verliest:

## Mechanisme
Decarboxylering is een al lang bekende reactie, omdat in veel gevallen alleen pyrolyse nodig is. Koperzouten worden vaak als katalysator toegevoegd. Echter zijn niet alle carbonzuren in staat om te decarboxyleren. Zuren die dit wel doen hebben vaak substituenten die de overgangstoestand van de reacties stabiliseren. Een voorbeeld zijn β-ketocarbonzuren (carbonzuren met een ketonfunctie op de β-plaats), de overgangstoestand van de reactie is cyclisch door de intramoleculaire transfer van een proton:

## In de biochemie
Decarboxyleringen komen veelvuldig voor in de biochemie, waar zij lastige reacties vlotter en met hogere rendementen doen verlopen door ofwel de evenwichtsligging te beïnvloeden, ofwel een intermediair te vormen met betere nucleofiele eigenschappen (een carbanion). Deze laatste is de reden dat decarboxyleringen meestal opgaan bij α-ketocarbonzuren. Drie voorbeelden uit de citroenzuurcyclus zijn:
- pyruvaat naar acetyl-CoA
- oxalosuccinaat naar α-ketoglutaraat
- α-ketoglutaraat naar succinyl-CoA

Enzymen die decarboxyleringen katalyseren worden decarboxylasen, of formeel decarboxylyasen (EC-nummer 4.1.1) genoemd.